# Co-regentschappen in het oude Egypte
Een Co-regentschap is een situatie waarin twee personen, meestal de farao en een zoon, de troon delen en samen de macht uitoefenen.
Farao's die deel uitmaakten van een co-regentschap:
- Amenemhat I (12e dynastie) vanaf jaar 20 van zijn regering met zijn zoon Senoeseret I als co-regent en duurde tien jaar.
- Senoeseret I (12e dynastie) in de laatste drie jaar met zijn zoon Amenemhat II.
- Amenemhat II 12e dynastie) ook in de laatste drie jaar met zijn zoon Senoeseret II.
- Senoeseret II (12e dynastie) met zijn zoon Senoeseret III. Hiervoor is echter geen doorslaggevend bewijs.
- Amenhotep I (18e dynastie) met de militaire leider en opvolger, maar geen zoon, Thoetmosis I.
- Thoetmosis III (18e dynastie)  met zijn stiefmoeder Hatsjepsoet.
- Amenhotep III (18e dynastie) met Achnaton. Deze co-regentschap is echter omstreden.
- Achnaton (18e dynastie) met Smenchkare. Deze co-regentschap is onzeker vanwege mogelijke naamsverwarring.
- Seti I (19e dynastie) vanaf jaar 7 van zijn regering met zijn zoon en latere opvolger Ramses II en duurde zeven jaar.
- Merenptah (19e dynastie) met zijn oudste zoon Seti-Merenptah (dit is wellicht Seti II) die hem echter niet opvolgde. Amenmesse volgde hem op.
- Nectanebo I (30e dynastie) in de laatste paar jaar met zijn zoon Teos
- Ptolemaeus I Soter I (Ptolemaeën) in de laatste drie jaar van zijn regering met zijn zoon en opvolger Ptolemaeus II Philadelphus.
- Cleopatra V (Ptolemaeën) met Berenice IV en duurde één jaar.